# Saac
Saac (en árabe: الزاك‎, en lenguas bereberes: ⵥⴰⴳ, en francés: Zag) es un municipio marroquí en la región Guelmim-Río Noun. Perteneció desde 1916 hasta 1958 al territorio español de Cabo Juby.